# 黃周
黃周（1899年—1957年），號醒民，又號吾黃周也，臺灣彰化縣和美鎮人。臺灣總督府國語學校師範科、日本早稻田大學政經科畢業，畢業後遊歷中國大陸，訪查南京、上海民情。

## 生平
曾任公學校教師，後又入臺灣文化協會，就職於《臺灣民報》，初任記者，後升為臺北總社漢文部主任。
1927年臺灣民眾黨成立，任調查部主任。
1932年任《臺灣新民報》編輯，派駐中國，歷任上海支局長、廈門支局長。後改任彰化支局長，因而返臺。
1937年皇民化運動開展，日本官吏強迫黃周改日本人名，黃周拒絕，吏迫之，周甚怒，乃改姓「吾黃」，名「周也」，合稱「吾黃周也」（文言文意：「我是黃周」）以幽默戲謔的手法戲弄日本人，從此以為號。
1945年二次大戰結束，日軍戰敗，國民政府接管臺灣。後任大甲區區長，並任中學教師。
1957年逝世，享年58歲。

## 資料來源
- 《彰化縣志》.人物